# Lista över matchresultat i Svenska Hockeyligan 2015/2016
Lista över matchresultat i grundserien av Svenska Hockeyligan 2015/2016. Ligan inleddes den 16 september 2015 och avslutades 8 mars 2016.
  
| Nr | Lag                | S  | V  | ÖV | ÖF | F  | GM  | IM  | MS  | P   |
| -- | ------------------ | -- | -- | -- | -- | -- | --- | --- | --- | --- |
| 1  | Skellefteå AIK     | 52 | 33 | 4  | 4  | 11 | 160 | 103 | +57 | 111 |
| 2  | Frölunda HC        | 52 | 30 | 7  | 0  | 15 | 169 | 112 | +57 | 104 |
| 3  | Linköping HC       | 52 | 23 | 9  | 7  | 13 | 163 | 121 | +42 | 94  |
| 4  | Luleå HF           | 52 | 26 | 5  | 4  | 17 | 140 | 123 | +17 | 92  |
| 5  | Färjestad BK       | 52 | 20 | 10 | 9  | 13 | 141 | 130 | +11 | 89  |
| 6  | Växjö Lakers (RM)  | 52 | 25 | 4  | 4  | 19 | 147 | 139 | +8  | 87  |
| 7  | Djurgårdens IF     | 52 | 23 | 5  | 7  | 17 | 144 | 135 | +9  | 86  |
| 8  | Örebro HK          | 52 | 19 | 6  | 8  | 19 | 135 | 146 | −11 | 77  |
| 9  | HV71               | 52 | 21 | 4  | 4  | 23 | 138 | 146 | −8  | 75  |
| 10 | Brynäs IF          | 52 | 21 | 4  | 3  | 24 | 133 | 138 | −5  | 74  |
| 11 | Rögle BK (U)       | 52 | 16 | 4  | 6  | 26 | 125 | 154 | −29 | 62  |
| 12 | Malmö Redhawks (U) | 52 | 15 | 5  | 6  | 26 | 116 | 153 | −37 | 61  |
| 13 | Modo               | 52 | 13 | 3  | 4  | 32 | 119 | 166 | −47 | 49  |
| 14 | Karlskrona HK (U)  | 52 | 5  | 4  | 8  | 35 | 120 | 184 | −64 | 31  |

## Matcher
| Omgång 1 - 16 september 2015 Linköping HC - Djurgårdens IF 3 - 2 (1-2, 1-0, 0-0, 1-0) Publik: 7041 Saab Arena - 16 september 2015 Karlskrona HK - Färjestad BK 1 - 3 (0-2, 1-1, 0-0) Publik: 3453 ABB Arena Karlskrona - 17 september 2015 Skellefteå AIK - HV71 3 - 2 (1-0, 2-1, 0-1) Publik: 4583 Skellefteå Kraft Arena - 17 september 2015 Örebro HK - Modo Hockey 4 - 1 (2-1, 1-0, 1-0) Publik: 5500 Behrn Arena - 17 september 2015 Brynäs IF - Malmö Redhawks 6 - 3 (3-1, 2-2, 1-0) Publik: 5898 Gavlerinken Arena - 17 september 2015 Växjö Lakers - Luleå HF 2 - 3 (0-1, 2-2, 0-0) Publik: 5209 Vida Arena - 17 september 2015 Frölunda HC - Rögle BK 2 - 1 (0-0, 0-0, 2-1) Publik: 8772 Scandinavium Omgång 2 - 19 september 2015 Modo Hockey - Karlskrona HK 5 - 4 (1-1, 1-1, 3-2) Publik: 5022 Fjällräven Center - 19 september 2015 Djurgårdens IF - Skellefteå AIK 2 - 1 (0-0, 2-1, 0-0) Publik: 8094 Johanneshov Isstadion - 19 september 2015 Rögle BK - Linköping HC 3 - 0 (1-0, 1-0, 1-0) Publik: 4909 Lindab Arena - 19 september 2015 Malmö Redhawks - Örebro HK 4 - 0 (2-0, 2-0, 0-0) Publik: 8816 Malmö Arena - 19 september 2015 Luleå HF - Frölunda HC 2 - 4 (0-2, 0-1, 2-1) Publik: 6300 Coop Norrbotten Arena - 19 september 2015 HV71 - Växjö Lakers 4 - 2 (1-0, 0-1, 3-1) Publik: 6872 Kinnarps Arena - 19 september 2015 Färjestad BK - Brynäs IF 3 - 2 (0-0, 2-2, 1-0) Publik: 8049 Löfbergs Arena Omgång 3 - 23 september 2015 Rögle BK - Karlskrona HK 3 - 2 (0-0, 1-2, 1-0, 1-0) Publik: 3690 Lindab Arena - 24 september 2015 Djurgårdens IF - Brynäs IF 1 - 2 (0-1, 1-1, 0-0) Publik: 6072 Johanneshovs Isstadion - 24 september 2015 Färjestad BK - Växjö Lakers 4 - 1 (1-1, 1-0, 2-0) Publik: 4478 Löfbergs Arena - 24 september 2015 HV71 - Örebro HK 4 - 1 (0-0, 2-1, 2-0) Publik: 6404 Kinnarps Arena - 24 september 2015 Malmö Redhawks - Frölunda HC 4 - 5 (2-2, 1-1, 1-1, 0-0, 0-1) Publik: 7378 Malmö Arena - 25 september 2015 Luleå HF - Skellefteå AIK 1 - 4 (1-2, 0-2, 0-0) Publik: 6300 Coop Norrbotten Arena - 25 september 2015 Modo Hockey - Linköping HC 2 - 3 (0-2, 0-0, 2-1 Publik: 4659 Fjällräven Center Omgång 4 - 26 september 2015 Växjö Lakers - Malmö Redhawks 4 - 3 (0-2, 3-0, 1-1) Publik: 4665 Vida Arena - 26 september 2015 Karlskrona HK - Djurgårdens IF 4 - 2 (0-1, 2-1, 2-0) Publik: 3218 ABB Arena Karlskrona - 26 september 2015 Skellefteå AIK - Luleå HF 3 - 2 (1-0, 2-1, 0-1) Publik: 5871 Skellefteå Kraft Arena - 26 september 2015 Örebro HK - Rögle BK 5 - 2 (1-1, 3-0, 1-1) Publik: 5500 Behrn Arena - 26 september 2015 Brynäs IF - HV71 3 - 1 (0-0, 1-0, 2-1) Publik: 5232 Gavlerinken Arena - 26 september 2015 Frölunda HC - Färjestad BK 4 - 3 (3-1, 0-2, 0-0, 1-0) Publik: 10205 Scandinavium - 29 september 2015 Linköping HC - Modo Hockey 7 - 2 (4-2, 2-0, 1-0) Publik: 6297 Saab Arena Omgång 5 - 30 september 2015 Luleå HF - Karlskrona HK 4 - 2 (1-1, 1-0, 2-1) Publik: 5778 Coop Norrbotten Arena - 30 september 2015 Skellefteå AIK - Örebro HK 3 - 4 (0-2, 3-1, 0-1) Publik: 4412 Skellefteå Kraft Arena - 1 oktober 2015 Modo Hockey - HV71 5 - 0 (1-0, 4-0, 0-0) Publik: 3990 Fjällräven Center - 1 oktober 2015 Rögle BK - Djurgårdens IF 1 - 2 (0-0, 1-2, 0-0) Publik: 3810 Lindab Arena - 1 oktober 2015 Växjö Lakers - Frölunda HC 3 - 5 (1-3, 1-0, 1-2) 4245 Publik: Vida Arena - 1 oktober 2015 Linköping HC - Brynäs IF 4 - 3 (1-0, 1-3, 1-0, 0-0, 1-0) Publik: 5613 Saab Arena - 1 oktober 2015 Malmö Redhawks - Färjestad BK 2 - 3 (1-1, 1-1, 0-1) Publik: 7125 Malmö Arena Omgång 6 - 3 oktober 2015 Karlskrona HK - Växjö Lakers 2 - 4 (0-0, 1-2, 1-2) Publik: 3480 ABB Arena Karlskrona - 3 oktober 2015 Djurgårdens IF - Malmö Redhawks 3 - 0 (1-0, 1-0, 1-0) Publik: 6581 Johanneshovs Isstadion - 3 oktober 2015 Rögle BK - Brynäs IF 3 - 4 (1-1, 1-1, 1-1, 0-1) Publik: 4257 Lindab Arena - 3 oktober 2015 Färjestad BK - Modo Hockey 4 - 3 (0-1, 1-2, 2-0, 1-0) Publik: 5734 Löfbergs Arena - 3 oktober 2015 Frölunda HC - Skellefteå AIK 6 - 2 (2-1, 2-1, 2-0) Publik: 9035 Scandinavium - 3 oktober 2015 Örebro HK - Luleå HF 4 - 0 (2-0, 0-0, 2-0) Publik: 5500 Behrn Arena - 3 oktober 2015 HV71 - Linköping HC 1 - 2 (0-1, 1-1, 0-0) Publik: 6567 Kinnarps Arena Omgång 7 - 8 oktober 2015 Skellefteå AIK - Karlskrona HK 3 - 2 (2-1, 0-1, 1-0) Publik: 6001 Skellefteå Kraft Arena - 8 oktober 2015 Brynäs IF - Luleå HF 4 - 3 (0-1, 1-1, 2-1, 1-0) Publik: 4276 Gavlerinken Arena - 8 oktober 2015 HV71 - Rögle BK 2 - 4 (0-2, 1-0, 1-2) Publik: 6612 Kinnarps Arena - 8 oktober 2015 Frölunda HC - Modo Hockey 7 - 0 (3-0, 4-0, 0-0) Publik: 7487 Scandinavium - 8 oktober 2015 Malmö Redhawks - Linköping HC 1 - 7 (1-2, 0-3, 0-2) Publik: 6332 Malmö Arena - 9 oktober 2015 Örebro HK - Färjestad BK 2 - 1 (0-0, 0-1, 1-0, 1-0) Publik: 5500 Behrn Arena - 9 oktober 2015 Växjö Lakers - Djurgårdens IF 2 - 4 (0-0, 1-2, 1-2) Publik: 4447 Vida Arena Omgång 8 - 10 oktober 2015 Luleå HF - HV71 7 - 4 (3-0, 2-0, 2-4) Publik: 5895 Coop Norrbotten Arena - 10 oktober 2015 Brynäs IF - Frölunda HC 3 - 1 (1-1, 0-0, 2-0) Publik: 6311 Gavlerinken Arena - 10 oktober 2015 Linköping HC - Skellefteå AIK 2 - 3 (0-0, 1-1, 1-1, 0-0, 0-1) Publik: 6823 Saab Arena - 10 oktober 2015 Karlskrona HK - Malmö Redhawks 4 - 7 (0-1, 3-4, 1-2) Publik: 3244 ABB Arena Karlskrona - 10 oktober 2015 Modo Hockey - Rögle BK 3 - 1 (0-1, 2-0, 1-0) Publik: 5544 Fjällräven center - 10 oktober 2015 Djurgårdens IF - Växjö Lakers 4 - 3 (1-1, 0-1, 2-1, 1-0) Publik: 6241 Johanneshovs Isstadion - 10 oktober 2015 Färjestad BK - Örebro HK 2 - 3 (1-0, 1-2, 0-0, 0-0, 0-1) Publik: 7028 Löfbergs Arena Omgång 9 - 13 oktober 2015 Malmö Redhawks - Luleå HF 2 - 3 (0-1, 0-1, 2-0, 0-0, 0-1) Publik: 6357 Malmö Arena - 14 oktober 2015 Rögle BK - Skellefteå AIK 0 - 4 (0-2, 0-2, 0-0) Publik: 3801 Lindab Arena - 14 oktober 2015 Frölunda HC - HV71 4 - 2 (2-2, 1-0, 1-0) Publik: 8496 Scandinavium - 15 oktober 2015 Modo Hockey - Brynäs IF 3 - 4 (1-2, 0-1, 2-1) Publik: 4445 Fjällräven center - 15 oktober 2015 Örebro HK - Växjö Lakers 2 - 3 (0-1, 2-1, 0-0, 0-1) Publik: 5412 Behrn Arena - 15 oktober 2015 Färjestad BK - Djurgårdens IF 4 - 3 (1-1, 0-1, 2-1, 1-0) Publik: 5449 Löfbergs Arena - 15 oktober 2015 Karlskrona HK - Linköping HC 2 - 4 (1-3, 0-0, 1-1) Publik: 3012 ABB Arena Karlskrona Omgång 10 - 17 oktober 2015 Skellefteå AIK - Färjestad BK 3 - 1 (2-1, 1-0, 0-0) Publik: 5219 Skellefteå Kraft Arena - 17 oktober 2015 Linköping HC - Luleå HF 3 - 2 (1-0, 2-2, 0-0) Publik: 6372 Saab Arena - 17 oktober 2015 HV71 - Djurgårdens IF 4 - 3 (0-0, 2-0, 1-3, 1-0) Publik: 6702 Kinnarps Arena - 17 oktober 2015 Malmö Redhawks - Modo Hockey 1 - 0 (0-0, 1-0, 0-0) Publik: 7197 Malmö Arena - 17 oktober 2015 Brynäs IF - Karlskrona HK 4 - 2 (1-0, 2-1, 1-1) Publik: 5853 Gavlerinken Arena - 17 oktober 2015 Växjö Lakers - Rögle BK 3 - 1 (0-0, 1-1, 2-0) Publik: 4589 Vida Arena - 18 oktober 2015 Frölunda HC - Örebro HK 3 - 1 (0-0, 0-0, 3-1) Publik: 6486 Scandinavium Omgång 11 - 19 oktober 2015 Färjestad BK - Luleå HF 5 - 1 (0-0, 2-0, 3-1) Publik: 4596 Löfbergs Arena - 20 oktober 2015 Skellefteå AIK - Växjö Lakers 3 - 4 (2-2, 1-0, 0-1, 0-1) Publik: 4260 Skellefteå Kraft Arena - 20 oktober 2015 Örebro HK - Brynäs IF 6 - 4 (1-1, 0-2, 5-1) Publik: 5500 Behrn Arena - 20 oktober 2015 Djurgårdens IF - Modo Hockey 4 - 3 (1-0, 3-0, 0-3) Publik: 6464 Johanneshovs Isstadion - 20 oktober 2015 Rögle BK - Malmö Redhawks 3 - 2 (0-1, 2-1, 1-0) Publik: 5051 Lindab Arena - 20 oktober 2015 Frölunda HC - Linköping HC 7 - 1 (3-0, 3-0, 1-1) Publik: 8045 Scandinavium - 21 oktober 2015 Karlskrona HK - HV71 2 - 4 (0-0, 1-4, 1-0) Publik: 3258 ABB Arena Karlskrona Omgång 12 - 22 oktober 2015 Luleå HF - Rögle BK 4 - 3 (0-0, 3-2, 0-1, 1-0) Publik: 4612 Coop Norrbotten Arena - 22 oktober 2015 Modo Hockey - Växjö Lakers 2 - 5 (1-2, 1-3, 0-0) Publik: 4366 Fjällräven Center - 22 oktober 2015 Brynäs IF - Skellefteå AIK 2 - 3 (0-1, 1-0, 1-1, 0-1) Publik: 4621 Gavlerinken Arena - 22 oktober 2015 Linköping HC - Färjestad BK 4 - 3 (2-1, 1-1, 0-1, 1-0) Publik: 5966 Saab Arena - 23 oktober 2015 HV71 - Malmö Redhawks 6 - 2 (2-1, 2-0, 2-1) Publik: 6502 Kinnarps Arena - 23 oktober 2015 Karlskrona HK - Frölunda HC 1 - 3 (1-1, 0-1, 0-1) Publik: 3144 ABB Arena Karlskrona - 16 november 2015 Djurgårdens IF - Örebro HK 0 - 2 (0-0, 0-1, 0-1) Publik: 5251 Johanneshovs Isstadion Omgång 13 - 24 oktober 2015 Skellefteå AIK - Modo Hockey 5 - 3 (3-0, 1-2, 1-1) Publik: 5367 Skellefteå Kraft Arena - 24 oktober 2015 Rögle BK - Färjestad BK 1 - 2 (0-1, 1-0, 0-0, 0-0, 0-1) Publik: 4541 Lindab Arena - 24 oktober 2015 Luleå HF - Djurgårdens IF 3 - 1 (0-1, 2-0, 1-0) Publik: 5021 Coop Norrbotten Arena - 24 oktober 2015 Örebro HK - Linköping HC 5 - 3 (1-0, 2-1, 2-2) Publik: 5500 Behrn Arena - 24 oktober 2015 Växjö Lakers - Brynäs IF 5 - 2 (2-0, 2-2, 1-0) Publik: 5176 Vida Arena - 24 oktober 2015 Frölunda HC - Karlskrona HK 7 - 1 (2-0, 2-1, 3-0) Publik: 10438 Scandinavium - 24 oktober 2015 Malmö Redhawks - HV71 1 - 4 (1-0, 0-1, 0-3) Publik: 8814 Malmö Arena Omgång 14 - 27 oktober 2015 Modo Hockey - Frölunda HC 2 - 3 (0-1, 1-1, 1-1) Publik: 5654 Fjällräven Center - 27 oktober 2015 Brynäs IF - Växjö Lakers 0 - 1 (0-0, 0-0, 0-1) Publik: 5024 Gavlerinken Arena - 27 oktober 2015 Djurgårdens IF - HV71 2 - 0 (1-0, 0-0, 1-0) Publik: 7054 Johanneshovs Isstadion - 27 oktober 2015 Färjestad BK - Karlskrona HK 4 - 3 (1-2, 2-1, 0-0, 1-0) Publik: 6325 Löfbergs Arena - 27 oktober 2015 Linköping HC - Luleå HF 3 - 2 (1-0, 2-0, 0-2) Publik: 5355 Saab Arena - 28 oktober 2015 Skellefteå AIK - Rögle BK 1 - 0 (0-0, 1-0, 0-0) Publik: 4612 Skellefteå Kraft Arena - 28 oktober 2015 Örebro HK - Malmö Redhawks 1 - 3 (0-0, 1-1, 0-2) Publik: 5449 Behrn Arena Omgång 15 - 29 oktober 2015 Brynäs IF - Modo Hockey 7 - 4 (0-2, 4-2, 3-0) Publik: 6512 Gavlerinken Arena - 29 oktober 2015 Växjö Lakers - Färjestad BK 5 - 1 (2-0, 1-0, 2-1) Publik: 5121 Vida Arena - 29 oktober 2015 Linköping HC - Djurgårdens IF 2 - 1 (1-0, 1-0, 0-1) Publik: 5806 Saab Arena - 29 oktober 2015 HV71 - Frölunda HC 2 - 3 (1-1, 1-1, 0-1) Publik: 7000 Kinnarps Arena - 29 oktober 2015 Karlskrona HK - Luleå HF 2 - 4 (0-2, 2-1, 0-1) Publik: 3166 ABB Arena Karlskrona HK - 30 oktober 2015 Rögle BK - Örebro HK 6 - 3 (1-2, 0-1, 5-0) Publik: 3834 Lindab Arena - 30 oktober 2015 Malmö Redhawks - Skellefteå AIK 3 - 4 (1-0, 1-0, 1-4) Publik: 7362 Malmö Arena Omgång 16 - 31 oktober 2015 Luleå HF - Färjestad BK 2 - 3 (1-1, 0-1, 1-1) Publik: 5294 Coop Norrbotten Arena - 31 oktober 2015 Djurgårdens IF - Karlskrona HK 4 - 5 (3-2, 0-0, 1-2, 0-0, 0-1) Publik: 11783 Ericsson Globe - 31 oktober 2015 Frölunda HC - Brynäs IF 2 - 4 (1-1, 1-0, 0-3) Publik: 11872 Scandinavium - 31 oktober 2015 Skellefteå AIK - Malmö Redhawks 2 - 0 (1-0, 0-0, 1-0) Publik: 5257 Skellefteå Arena - 31 oktober 2015 Örebro HK - Rögle BK 2 - 4 (1-1, 1-2, 0-1) Publik: 5375 Behrn Arena - 31 oktober 2015 Växjö Lakers - HV71 1 - 2 (1-1, 0-0, 0-0, 0-0, 0-1) Publik: 5750 Vida Arena - 16 november 2015 Modo Hockey - Linköping HC 3 - 4 (1-1, 1-1, 1-1, 0-1) Publik: 3763 Fjällräven Center Omgång 17 - 12 november 2015 Skellefteå AIK - Örebro HK 3 - 2 (1-0, 1-1, 0-1, 1-0) Publik: 4456 Skellefteå Kraft Arena - 12 november 2015 Rögle BK - Brynäs IF 1 - 5 (0-2, 1-1, 0-2) Publik: 4301 Lindab Arena - 12 november 2015 Färjestad BK - Modo Hockey 3 - 4 (1-1, 1-1, 1-1, 0-1) Publik: 4564 Löfbergs Arena - 12 november 2015 HV71 - Karlskrona HK 3 - 2 (1-0, 0-1, 1-1, 1-0) Publik: 6026 Kinnarps Arena - 12 november 2015 Malmö Redhawks - Luleå HF 5 - 1 (1-0, 3-1, 1-0) Publik: 6754 Malmö Arena - 12 november 2015 Linköping HC - Växjö Lakers 0 - 1 (0-0, 0-0, 0-1) Publik: 5042 Saab Arena - 13 november 2015 Frölunda HC - Djurgårdens IF 3 - 0 (1-0, 0-0, 2-0) Publik: 9239 Scandinavium Omgång 18 - 13 november 2015 Modo Hockey - Örebro HK 0 - 5 (0-1, 0-2, 0-2) Publik: 5170 Fjällräven Center - 14 november 2015 Luleå HF - HV71 1 - 4 (0-0, 1-2, 0-2) Publik: 5133 Coop Norrbotten Arena - 14 november 2015 Malmö Redhawks - Brynäs IF 0 - 3 (0-2, 0-0, 0-1) Publik: 8478 Malmö Arena - 14 november 2015 Färjestad BK - Skellefteå AIK 1 - 5 (0-2, 0-2, 1-1) Publik: 7026 Löfbergs Arena - 14 november 2015 Karlskrona HK - Rögle BK 0 - 3 (0-1, 0-1, 0-1) Publik: 3149 ABB Arena Karlskrona - 14 november 2015 Växjö Lakers - Linköping HC 3 - 2 (2-0, 1-1, 0-1) Publik: 4509 Vida Arena - 14 november 2015 Djurgårdens IF - Frölunda HC 5 - 2 (2-1, 2-0, 1-1) Publik: 7311 Johanneshovs isstadion Omgång 19 - 18 november 2015 Modo Hockey - Karlskrona HK 5 - 2 (2-1, 3-0, 0-1) Publik: 4232 Fjällräven Center - 18 november 2015 Djurgårdens IF - Rögle BK 5 - 1 (1-1, 3-0, 1-0) Publik: 5317 Johanneshovs Isstadion - 19 november 2015 Örebro HK - Luleå HF 1 - 2 (0-0, 1-1, 0-1) Publik: 5333 Behrn Arena - 19 november 2015 Brynäs IF - HV71 2 - 1 (0-1, 1-0, 0-0, 1-0) Publik: 4685 Gavlerinken Arena - 19 november 2015 Växjö Lakers - Skellefteå AIK 2 - 5 (0-1, 1-1, 1-3) Publik: 5080 Vida Arena - 19 november 2015 Linköping HC - Malmö Redhawks 2 - 3 (0-0, 2-0, 0-2, 0-0, 0-1) Publik: 5737 Saab Arena - 19 november 2015 Frölunda HC - Färjestad BK 2 - 1 (1-0, 0-1, 0-0, 1-0) Publik: 12044 Scandinavium Omgång 20 - 21 november 2015 Luleå HF - Brynäs IF 5 - 4 (0-1, 2-1, 3-2) Publik: 5189 Coop Norrbotten Arena - 21 november 2015 Skellefteå AIK - Karlskrona HK 4 - 2 (3-0, 0-2, 1-0) Publik: 5011 Skellefteå Kraft Arena - 21 november 2015 Färjestad BK - Linköping HC 3 - 1 (1-1, 1-0, 1-0) Publik: 6511 Löfbergs Arena - 21 november 2015 HV71 - Modo Hockey 3 - 1 (1-0, 2-1, 0-0) Publik: 6412 Kinnarps Arena - 21 november 2015 Örebro HK - Djurgårdens IF 3 - 4 (0-2, 1-1, 2-1) Publik: 5500 Behrn Arena - 21 november 2015 Rögle BK - Frölunda HC 2 - 5 (0-1, 2-2, 0-2) Publik: 4437 Lindab Arena - 22 november 2015 Malmö Redhawks - Växjö Lakers 2 - 7 (0-2, 2-3, 0-2) Publik: 7010 Malmö Arena Omgång 21 - 24 november 2015 Modo Hockey - Djurgårdens IF 4 - 2 (0-0, 1-1, 3-1) Publik: 4784 Fjällräven Center - 24 november 2015 Rögle BK - Linköping HC 1 - 4 (0-3, 1-0, 0-1) Publik: 3467 Lindab Arena - 24 november 2015 Växjö Lakers - Örebro HK 2 - 1 (0-0, 2-0, 0-1 Publik: 4078 Vida Arena - 24 november 2015 Frölunda HC - Luleå HF 4 - 3 (1-0, 2-3, 1-0) Publik: 7991 Scandinavium - 24 november 2015 Karlskrona HK - Malmö Redhawks 0 - 3 (0-2, 0-0, 0-1) Publik: 2774 ABB Arena Karlskrona - 25 november 2015 Brynäs IF - Färjestad BK 3 - 0 (1-0, 1-0, 1-0) Publik: 5362 Gavlerinken Arena - 25 november 2015 HV71 - Skellefteå AIK 2 - 3 (1-0, 1-2, 0-1) Publik: 6311 Kinnarps Arena Omgång 22 - 26 november 2015 Djurgårdens IF - Luleå HF 1 - 2 (1-1, 0-1, 0-0) Publik: 6746 Johanneshovs Isstadion - 26 november 2015 Växjö Lakers - Modo Hockey 3 - 2 (0-1, 2-1, 1-0) Publik: 4449 Vida Arena - 26 november 2015 Linköping HC - Frölunda HC 2 - 3 (0-1, 0-0, 2-1, 0-1) Publik: 5879 Saab Arena - 26 november 2015 Malmö Redhawks - Rögle BK 3 - 1 (1-0, 1-1, 1-0) Publik: 12600 Malmö Arena - 26 november 2015 Karlskrona HK - Örebro HK 3 - 4 (3-2, 0-0, 0-1, 0-0, 0-1) Publik: 2722 ABB Arena Karlskrona - 27 november 2015 Brynäs IF - Skellefteå AIK 2 - 3 (0-0, 0-1, 2-2) Publik: 6905 Gavlerinken Arena - 27 november 2015 Färjestad BK - HV71 2 - 4 (0-2, 1-1, 1-1) Publik: 6011 Löfbergs Arena Omgång 23 - 28 november 2015 Luleå HF - Växjö Lakers 2 - 1 (1-0, 1-0, 0-1) Publik: 4851 Coop Norrbotten Arena - 28 november 2015 Modo Hockey - Rögle BK 4 - 1 (2-0, 1-1, 1-0) Publik: 5019 Fjällräven Center - 28 november 2015 Skellefteå AIK - Brynäs IF 4 - 0 (2-0, 2-0, 0-0) Publik: 5521 Skellefteå Kraft Arena - 28 november 2015 Örebro HK - Frölunda HC 5 - 3 (3-2, 2-0, 0-1) Publik: 5500 Behrn Arena - 28 november 2015 Linköping HC - Karlskrona HK 3 - 4 (2-0, 1-3, 0-0, 0-1) Publik: 4797 Saab Arena - 28 november 2015 HV71 - Färjestad BK 2 - 1 (1-0, 0-0, 0-1, 0-0, 1-0) Publik: 6863 Kinnarps Arena - 29 november 2015 Malmö Redhawks - Djurgårdens IF 1 - 4 (0-2, 0-0, 1-2) Publik: 6341 Malmö Arena Omgång 24 - 3 december 2015 Örebro HK - Linköping HC 3 - 4 (1-2, 1-1, 1-0, 0-1) Publik: 5314 Behrn Arena - 3 december 2015 Djurgårdens IF - Brynäs IF 4 - 1 (0-0, 3-1, 1-0) Publik: 7351 Johanneshovs Isstadion - 3 december 2015 Rögle BK - HV71 5 - 3 (2-1, 2-0, 1-2) Publik: 3941 Lindab Arena - 3 december 2015 Färjestad BK - Malmö Redhawks 4 - 2 (1-1, 1-1, 2-0) Publik: 4345 Löfbergs Arena - 3 december 2015 Frölunda HC - Skellefteå AIK 6 - 3 (1-0, 3-1, 2-2) Publik: 9222 Scandinavium - 4 december 2015 Luleå HF - Modo Hockey 2 - 0 (0-0, 0-0, 2-0) Publik: 5231 Coop Norrbotten Arena - 4 december 2015 Karlskrona HK - Växjö Lakers 1 - 4 (0-0, 1-3, 0-1) Publik: 3245 ABB Arena Karlskrona Omgång 25 - 5 december 2015 Djurgårdens IF - Skellefteå AIK 2 - 1 (1-1, 1-0, 0-0) Publik: 7942 Johanneshovs Isstadion - 5 december 2015 Rögle BK - Färjestad BK 2 - 4 (2-2, 0-2, 0-0) Publik: 4089 Lindab Arena - 5 december 2015 Modo Hockey - Luleå HF 2 - 6 (0-2, 0-3, 2-1) Publik: 5544 Fjällräven Center - 5 december 2015 Brynäs IF - Örebro HK 3 - 2 (1-1, 1-0, 1-1) Publik: 5841 Gavlerinken Arena - 5 december 2015 Växjö Lakers - Karlskrona HK 4 - 3 (0-0, 2-2, 2-1) Publik: 5457 Vida Arena - 5 december 2015 HV71 - Linköping HC 0 - 2 (0-0, 0-1, 0-1) Publik: 6131 Kinnarps Arena - 22 december 2015 Malmö Redhawks - Frölunda HC 0 - 3 (0-1, 0-2, 0-0) Publik: 8524 Malmö Arena Omgång 26 - 10 december 2015 Luleå HF - Rögle BK 2 - 1 (0-1, 2-0, 0-0) Publik: 4822 Coop Norrbotten Arena - 10 december 2015 Skellefteå AIK - Linköping HC 2 - 0 (1-0, 1-0, 0-0) Publik: 4936 Skellefteå Kraft Arena - 10 december 2015 Färjestad BK - Djurgårdens IF 4 - 2 (1-1, 1-0, 2-1) Publik: 4548 Löfbergs Arena - 10 december 2015 HV71 - Örebro HK 7 - 2 (1-0, 3-0, 3-2) Publik: 6007 Kinnarps Arena - 10 december 2015 Frölunda HC - Växjö Lakers 5 - 0 (3-0, 2-0, 0-0) Publik: 7666 Scandinavium - 10 december 2015 Malmö Redhawks - Modo Hockey 3 - 2 (1-1, 2-0, 0-1) Publik: 6814 Malmö Arena - 10 december 2015 Karlskrona HK - Brynäs IF 2 - 3 (0-0, 2-1, 0-2) Publik: 3387 ABB Arena Karlskrona | Omgång 27 - 12 december 2015 Brynäs IF - Rögle BK 2 - 1 (0-0, 1-0, 0-1, 1-0) Publik: 6803 Gavlerinken Arena - 12 december 2015 Djurgårdens IF - Växjö Lakers 4 - 1 (3-0, 0-0, 1-1) Publik: 6392 Johanneshovs Isstadion - 12 december 2015 Färjestad BK - HV71 1 - 4 (0-0, 0-3, 1-1) Publik: 5525 Löfbergs Arena - 12 december 2015 Linköping HC - Karlskrona HK 6 - 1 (2-0, 1-1, 3-0) Publik: 5324 Saab Arena - 12 december 2015 Frölunda HC - Luleå HF 2 - 3 (0-0, 2-1, 0-2) Publik: 10332 Scandinavium - 12 december 2015 Modo Hockey - Malmö Redhawks 2 - 5 (1-1, 0-1, 1-3) Publik: 4908 Fjällräven Center - 12 december 2015 Örebro HK - Skellefteå AIK 2 - 3 (1-0, 0-2, 1-1) Publik: 5500 Behrn Arena Omgång 28 - 26 december 2015 Luleå HF - Färjestad BK 2 - 3 (0-0, 1-2, 1-0, 0-0, 0-1) Publik: 6230 Coop Norrbotten Arena - 26 december 2015 Skellefteå AIK - Djurgårdens IF 5 - 2 (2-2, 1-0, 2-0) Publik: 5759 Skellefteå Kraft Arena - 26 december 2015 Rögle BK - Örebro HK 7 - 2 (2-2, 2-0, 3-0) Publik: 4619 Lindab Arena - 26 december 2015 Brynäs IF - Linköping HC 3 - 1 (0-0, 1-1, 2-0) Publik: 7006 Gavlerinken Arena - 26 december 2015 Växjö Lakers - Modo Hockey 3 - 4 (0-1, 2-2, 1-0, 0-0, 0-1) Publik: 5375 Vida Arena - 26 december 2015 HV71 - Malmö Redhawks 2 - 1 (1-0, 1-0, 0-1) Publik: 6782 Kinnarps Arena - 26 december 2015 Karlskrona HK - Frölunda HC 3 - 6 (2-1, 0-4, 1-1) Publik: 3450 ABB Arena Karlskrona Omgång 29 - 28 december 2015 Luleå HF - Växjö Lakers 3 - 2 (1-2, 2-0, 0-0) Publik: 5465 Coop Norrbotten Arena - 28 december 2015 Skellefteå AIK - Frölunda HC 2 - 3 (0-0, 0-1, 2-2) Publik: 5841 Skellefteå Kraft Arena - 28 december 2015 Örebro HK - Modo Hockey 2 - 1 (1-0, 0-1, 1-0) Publik: 5425 Behrn Arena - 28 december 2015 Djurgårdens IF - Färjestad BK 1 - 3 (0-1, 0-1, 1-1) Publik: 13850 Johanneshovs Isstadion - 28 december 2015 Linköping HC - Rögle BK 7 - 2 (3-1, 3-1, 1-0) Publik: 5666 Saab Arena - 28 december 2015 HV71 - Brynäs IF 5 - 2 (2-1, 2-0, 1-1) Publik: 7000 Kinnarps Arena - 28 december 2015 Malmö Redhawks - Karlskrona HK 2 - 1 (0-0, 1-0, 0-1, 0-0, 1-0) Publik: 8855 Malmö Arena Omgång 30 - 30 december 2015 Modo Hockey - Luleå HF 2 - 3 (0-1, 2-1, 0-1) Publik: 5678 Fjällräven Center - 30 december 2015 Brynäs IF - Djurgårdens IF 1 - 3 (1-0, 0-2, 0-1) Publik: 7513 Gavlerinken Arena - 30 december 2015 Rögle BK - HV71 6 - 2 (1-0, 3-0, 2-2) Publik: 4802 Lindab Arena - 30 december 2015 Växjö Lakers - Karlskrona HK 8 - 1 (1-0, 2-0, 5-1) Publik: 5023 Vida Arena - 30 december 2015 Färjestad BK - Skellefteå AIK 2 - 3 (0-0, 1-1, 1-2) Publik: 8079 Löfbergs Arena - 30 december 2015 Linköping HC - Örebro HK 3 - 2 (1-0, 1-0, 0-2, 0-0, 1-0) Publik: 5873 Saab Arena - 30 december 2015 Frölunda HC - Malmö Redhawks 3 - 2 (1-0, 1-2, 0-0, 0-0, 1-0) Publik: 12044 Scandinavium Omgång 31 - 5 januari 2016 HV71 - Växjö Lakers 3 - 5 (0-2, 2-2, 1-1) Publik: 6411 Kinnarps Arena - 6 januari 2016 Skellefteå AIK - Brynäs IF 3 - 0 (0-0, 1-0, 2-0) Publik: 5227 Skellefteå Kraft Arena - 6 januari 2016 Frölunda HC - Modo Hockey 3 - 4 (0-2, 2-1, 1-1) Publik: 10419 Scandinavium - 7 januari 2016 Luleå HF - Linköping HC 3 - 1 (0-0, 1-0, 2-1) Publik: 5004 Coop Norrbotten Arena - 7 januari 2016 Örebro HK - Malmö Redhawks 1 - 2 (1-0, 0-0, 0-1, 0-1) Publik: 5382 Behrn Arena - 7 januari 2016 Rögle BK - Djurgårdens IF 3 - 5 (1-3, 0-2, 2-0) Publik: 4151 Lindab Arena - 7 januari 2016 Karlskrona HK - Färjestad BK 2 - 4 (1-0, 0-3, 1-1) Publik: 2949 ABB Arena Karlskrona Omgång 32 - 9 januari 2016 Modo Hockey - Skellefteå AIK 0 - 3 (0-0, 0-2, 0-1) Publik: 7350 Fjällräven Center - 9 januari 2016 Djurgårdens IF - Örebro HK 3 - 5 (0-3, 2-1, 1-1) Publik: 8094 Johanneshovs Isstadion - 9 januari 2016 Växjö Lakers - Linköping HC 1 - 4 (0-2, 1-1, 0-1) Publik: 5353 Vida Arena - 9 januari 2016 Färjestad BK - Frölunda HC 0 - 6 (0-2, 0-2, 0-2) Publik: 8500 Löfbergs Arena - 9 januari 2016 HV71 - Luleå HF 5 - 3 (0-1, 2-1, 3-1) Publik: 6184 Kinnarps Arena - 9 januari 2016 Brynäs IF - Malmö Redhawks 3 - 2 (0-1, 3-0, 0-1) Publik: 5257 Gavlerinken Arena - 9 januari 2016 Karlskrona HK - Rögle BK 1 - 2 (1-1, 0-1, 0-0) Publik: 2775 ABB Arena Karlskrona Omgång 33 - 14 januari 2016 Luleå HF - Skellefteå AIK 5 - 2 (1-0, 1-2, 3-0) Publik: 6300 Coop Norrbotten Arena - 14 januari 2016 Örebro HK - HV71 3 - 0 (0-0, 1-0, 2-0) Publik: 5287 Behrn Arena - 14 januari 2016 Brynäs IF - Modo Hockey 2 - 1 (0-0, 1-1, 1-0) Publik: 4489 Gavlerinken Arena - 14 januari 2016 Djurgårdens IF - Karlskrona HK 4 - 3 (1-0, 3-0, 0-3) Publik: 5110 Johanneshovs Isstadion - 14 januari 2016 Växjö Lakers - Malmö Redhawks 1 - 5 (1-2, 0-1, 0-2) Publik: 4445 Vida Arena - 14 januari 2016 Linköping HC - Färjestad BK 3 - 4 (0-1, 3-1, 0-1, 0-0, 0-1) Publik: 6445 Saab Arena - 17 januari 2016 Frölunda HC - Rögle BK 6 - 2 (1-0, 3-0, 2-2) Publik: 7922 Scandinavium Omgång 34 - 16 januari 2016 Luleå HF - Malmö Redhawks 3 - 1 (1-0, 0-0, 2-1) Publik: 4874 Coop Norrbotten Arena - 16 januari 2016 Skellefteå AIK - Växjö Lakers 4 - 1 (2-0, 1-0, 1-1) Publik: 5018 Skellefteå Kraft Arena - 16 januari 2016 Rögle BK - Frölunda HC 6 - 3 (2-0, 2-2, 2-1) Publik: 4310 Lindab Arena - 16 januari 2016 Färjestad BK - Linköping HC 2 - 3 (1-1, 1-0, 0-1, 0-1) Publik: 7486 Löfbergs Arena - 16 januari 2016 HV71 - Djurgårdens IF 4 - 2 (1-1, 1-0, 2-1) Publik: 6628 Kinnarps Arena - 16 januari 2016 Örebro HK - Brynäs IF 3 - 2 (1-0, 1-1, 1-1) Publik: 5500 Behrn Arena - 16 januari 2016 Karlskrona HK - Modo Hockey 3 - 2 (1-0, 1-1, 0-1, 1-0) Publik: 2889 ABB Arena Karlskrona Omgång 35 - 21 januari 2016 Luleå HF - Karlskrona HK 2 - 1 (1-0, 1-0, 0-1) Publik: 4556 Coop Norrbotten Arena - 21 januari 2016 Skellefteå AIK - Linköping HC 2 - 5 (0-2, 1-1, 1-2) Publik: 4262 Skellefteå Kraft Arena - 21 januari 2016 Växjö Lakers - Örebro HK 4 - 3 (0-2, 0-0, 3-1, 1-0) Publik: 4224 Vida Arena - 21 januari 2016 Färjestad BK - Rögle BK 4 - 1 (1-1, 3-0, 0-0) Publik: 5145 Löfbergs Arena - 21 januari 2016 Frölunda HC - Brynäs IF 2 - 0 (1-0, 1-0, 0-0) Publik: 10023 Scandinavium - 22 januari 2016 Modo Hockey - HV71 4 - 1 (0-0, 2-0, 2-1) Publik: 5697 Fjällräven Center - 22 januari 2016 Malmö Redhawks - Djurgårdens IF 0 - 3 (0-0, 0-2, 0-1) Publik: 8126 Malmö Arena Omgång 36 - 23 januari 2016 Brynäs IF - Växjö Lakers 3 - 5 (1-1, 0-2, 2-2) Publik: 6021 Gavlerinken Arena - 23 januari 2016 Rögle BK - Luleå HF 0 - 3 (0-0, 0-2, 0-1) Publik: 4021 Lindab Arena - 23 januari 2016 Linköping HC - Frölunda HC 5 - 0 (1-0, 0-0, 4-0) Publik: 8067 Saab Arena - 23 januari 2016 Karlskrona HK - Skellefteå AIK 4 - 3 (1-1, 2-1, 0-1, 1-0) Publik: 3011 ABB Arena Karlskrona - 23 januari 2016 Örebro HK - Färjestad BK 2 - 1 (0-0, 2-1, 0-0) Publik: 5500 Behrn Arena - 23 januari 2016 Djurgårdens IF - Malmö Redhawks 5 - 2 (0-1, 2-1, 3-0) Publik: 6713 Johanneshovs Isstadion - 23 januari 2016 HV71 - Modo Hockey 3 - 0 (0-0, 2-0, 1-0) Publik: 6382 Kinnarps Arena Omgång 37 - 26 januari 2016 Skellefteå AIK - Rögle BK 4 - 1 (0-1, 1-0, 3-0) Publik: 3665 Skellefteå Kraft Arena - 26 januari 2016 Modo Hockey - Djurgårdens IF 4 - 1 (0-0, 3-1, 1-0) Publik: 3915 Fjällräven Center - 26 januari 2016 Färjestad BK - Växjö Lakers 4 - 1 (0-1, 3-0, 1-0) Publik: 6249 Löfbergs Arena - 26 januari 2016 Frölunda HC - HV71 0 - 2 (0-1, 0-1, 0-0) Publik: 8923 Scandinavium - 26 januari 2016 Malmö Redhawks - Linköping HC 1 - 4 (0-1, 1-2, 0-1) Publik: 5854 Malmö Arena - 27 januari 2016 Luleå HF - Örebro HK 5 - 3 (2-1, 1-1, 2-1) Publik: 4793 Coop Norrbotten Arena - 27 januari 2016 Karlskrona HK - Brynäs IF 3 - 2 (1-1, 1-1, 1-0) Publik: 3131 ABB Arena Karlskrona Omgång 38 - 28 januari 2016 Djurgårdens IF - Linköping HC 4 - 3 (2-1, 0-1, 1-1, 0-0, 1-0) Publik: 6021 Johanneshovs Isstadion - 28 januari 2016 Rögle BK - Modo Hockey 2 - 1 (1-1, 1-0, 0-0) Publik: 4202 Lindab Arena - 28 januari 2016 Växjö Lakers - Frölunda HC 1 - 3 (0-1, 1-1, 0-1) Publik: 5160 Vida Arena - 28 januari 2016 HV71 - Skellefteå AIK 2 - 5 (0-2, 2-1, 0-2) Publik: 6014 Kinnarps Arena - 28 januari 2016 Malmö Redhawks - Färjestad BK 2 - 3 (0-1, 2-1, 0-0, 0-0, 0-1) Publik: 6609 Malmö Arena - 29 januari 2016 Örebro HK - Karlskrona HK 1 - 4 (0-0, 1-2, 0-2) Publik: 5402 Behrn Arena - 29 januari 2016 Brynäs IF - Luleå HF 2 - 1 (1-0, 1-1, 0-0) Publik: 4949 Gavlerinken Arena Omgång 39 - 30 januari 2016 Luleå HF - Brynäs IF 2 - 1 (0-0, 0-0, 1-1, 0-0, 1-0) Publik: 6109 Coop Norrbotten Arena - 30 januari 2016 Skellefteå AIK - Malmö Redhawks 1 - 2 (1-0, 0-1, 0-0, 0-1) Publik: 4740 Skellefteå Kraft Arena - 30 januari 2016 Frölunda HC - Djurgårdens IF 3 - 2 (0-0, 1-0, 2-2) Publik: 11598 Scandinavium - 30 januari 2016 Karlskrona HK - Örebro HK 8 - 2 (5-0, 2-1, 1-1) Publik: 3186 ABB Aren Karlskrona - 30 januari 2016 Modo Hockey - Färjestad BK 1 - 4 (1-1, 0-2, 0-1) Publik: 5502 Fjällräven Center - 30 januari 2016 Rögle BK - Växjö Lakers 1 - 4 (0-1, 1-2, 0-1) Publik: 4023 Lindab Arena - 30 januari 2016 Linköping HC - HV71 5 - 1 (2-1, 2-0, 1-0) Publik: 8500 Saab Arena Omgång 40 - 2 februari 2016 Luleå HF - Linköping HC 2 - 0 (1-0, 1-0, 0-0) Publik: 4609 Coop Norrbotten Arena - 2 februari 2016 Modo Hockey - Brynäs IF 3 - 5 (1-1, 0-3, 2-1) Publik: 3924 Fjällräven Center - 2 februari 2016 Växjö Lakers - Skellefteå AIK 2 - 5 (1-0, 1-4, 0-1) Publik: 4617 Vida Arena - 2 februari 2016 Färjestad BK - Frölunda HC 2 - 1 (1-0, 0-0, 1-1) Publik: 6138 Löfbergs Arena - 2 februari 2016 HV71 - Rögle BK 2 - 3 (1-1, 1-1, 0-0, 0-0, 0-1) Publik: 5805 Kinnarps Arena - 2 februari 2016 Malmö Redhawks - Örebro HK 0 - 4 (0-0, 0-1, 0-3) Publik: 5723 Malmö Arena - 2 februari 2016 Karlskrona HK - Djurgårdens IF 5 - 6 (1-2, 2-1, 2-2, 0-1) Publik: 3157 ABB Arena Karlskrona Omgång 41 - 4 februari 2016 Örebro HK - Växjö Lakers 3 - 2 (1-1, 1-1, 1-0) Publik: 5422 Behrn Arena - 4 februari 2016 Brynäs IF - Karlskrona HK 2 - 1 (1-0, 1-0, 0-1) Publik: 3800 Gavlerinken Arena - 4 februari 2016 Djurgårdens IF - Rögle BK 2 - 1 (1-0, 0-0, 1-1) Publik: 7278 Johanneshovs Isstadion - 4 februari 2016 Färjestad BK - Luleå HF 5 - 2 (2-1, 2-0, 1-1) Publik: 4725 Löfbergs Arena - 4 februari 2016 Linköping HC - Modo Hockey 0 - 1 (0-0, 0-1, 0-0) Publik: 4917 Saab Arena - 4 februari 2016 HV71 - Frölunda HC 5 - 3 (2-1, 1-1, 2-1) Publik: 6602 Kinnarps Arena - 4 februari 2016 Malmö Redhawks - Skellefteå AIK 0 - 3 (0-1, 0-0, 0-2) Publik: 6403 Malmö Arena Omgång 42 - 6 februari 2016 Skellefteå AIK - Frölunda HC 4 - 1 (1-0, 2-1, 1-0) Publik: 6001 Skellefteå Kraft Arena - 6 februari 2016 Modo Hockey - Malmö Redhawks 2 - 1 (0-0, 1-1, 0-0, 1-0) Publik: 5325 Fjällräven Center - 6 februari 2016 Djurgårdens IF - HV71 4 - 3 (1-1, 2-1, 0-1, 0-0, 1-0) Publik: 7950 Johanneshovs Isstadion - 6 februari 2016 Rögle BK - Luleå HF 2 - 3 (1-0, 0-2, 1-1) Publik: 4011 Lindab Arena - 6 februari 2016 Växjö Lakers - Färjestad BK 3 - 2 (1-0, 1-2, 1-0) Publik: 5527 Vida Arena - 6 februari 2016 Brynäs IF - Örebro HK 3 - 2 (3-0, 0-1, 0-1) Publik: 5086 Gavlerinken Arena - 6 februari 2016 Karlskrona HK - Linköping HC 2 - 3 (1-1, 1-2, 0-0) Publik: 3150 ABB Arena Karlskrona Omgång 43 - 16 februari 2016 Rögle BK - Modo Hockey 3 - 2 (1-1, 2-0, 0-1) Publik: 4503 Lindab Arena - 16 februari 2016 Växjö Lakers - Djurgårdens IF 4 - 5 (1-2, 2-2, 1-0, 0-0, 0-1) Publik: 4689 Vida Arena - 16 februari 2016 Färjestad BK - Örebro HK 1 - 2 (1-0, 0-1, 0-0, 0-0, 0-1) Publik: 5548 Löfbergs Arena - 16 februari 2016 Linköping HC - Skellefteå AIK 5 - 2 (2-0, 1-0, 2-2) Publik: 6235 Saab Arena - 16 februari 2016 HV71 - Brynäs IF 3 - 2 (1-2, 1-0, 1-0) Publik: 7000 Kinnarps Arena - 16 februari 2016 Luleå HF - Malmö Redhawks 2 - 3 (0-2, 1-0, 1-0, 0-1) Publik: 4873 Coop Norrbotten Arena - 17 februari 2016 Frölunda HC - Karlskrona HK 3 - 2 (1-1, 1-0, 1-1) Publik: 7744 Scandinavium Omgång 44 - 18 februari 2016 Skellefteå AIK - Luleå HF 2 - 1 (1-0, 0-1, 1-0) Publik: 5567 Skellefteå Kraft Arena - 18 februari 2016 Modo Hockey - Färjestad BK 4 - 5 (0-1, 1-0, 3-3, 0-1) Publik: 4303 Fjällräven Center - 18 februari 2016 Brynäs IF - Rögle BK 0 - 1 (0-0, 0-0, 0-1) Publik: 5108 Gavlerinken Arena - 18 februari 2016 Djurgårdens IF - Linköping HC 2 - 3 (0-0, 2-2, 0-0, 0-0, 0-1) Publik: 6223 Johanneshovs Isstadion - 18 februari 2016 Malmö Redhawks - Växjö Lakers 3 - 1 (2-0, 1-1, 0-0) Publik: 6908 Malmö Arena - 19 februari 2016 Örebro HK - Frölunda HC 2 - 3 (0-0, 1-1, 1-1, 0-1) Publik: 5500 Behrn Arena - 19 februari 2016 Karlskrona HK - HV71 2 - 3 (0-0, 2-1, 0-2) Publik: 3570 ABB Arena Karlskrona Omgång 45 - 20 februari 2016 Brynäs IF - Djurgårdens IF 3 - 5 (1-1, 0-1, 2-3) Publik: 7909 Gavlerinken Arena - 20 februari 2016 Rögle BK - Skellefteå AIK 1 - 4 (0-1, 1-1, 0-2) Publik: 4442 Lindab Arena - 20 februari 2016 Färjestad BK - Malmö Redhawks 3 - 5 (0-2, 0-1, 3-2) Publik: 7548 Löfbergs Arena - 20 februari 2016 Linköping HC - Växjö Lakers 0 - 3 (0-1, 0-1, 0-1) Publik: 6973 Saab Arena - 20 februari 2016 HV71 - Karlskrona HK 1 - 4 (0-1, 0-2, 1-1) Publik: 7000 Kinnarps Arena - 20 februari 2016 Luleå HF - Modo Hockey 1 - 3 (1-1, 0-0, 0-2) Publik: 5647 Coop Norrbotten Arena - 20 februari 2016 Frölunda HC - Örebro HK 2 - 0 (2-0, 0-0, 0-0) Publik: 8844 Scandinavium Omgång 46 - 23 februari 2016 Luleå HF - Örebro HK 7 - 0 (1-0, 4-0, 2-0) Publik: 4450 Coop Norrbotten Arena - 23 februari 2016 Skellefteå AIK - Modo Hockey 5 - 0 (3-0, 0-0, 2-0) Publik: 4614 Skellefteå Kraft Arena - 23 februari 2016 Djurgårdens IF - Frölunda HC 2 - 1 (0-0, 1-1, 1-0) Publik: 7571 Johanneshovs Isstadion - 23 februari 2016 Färjestad BK - Karlskrona HK 4 - 2 (1-2, 1-0, 2-0) Publik: 5461 Löfbergs Arena - 23 februari 2016 Malmö Redhawks - HV71 5 - 3 (0-1, 3-1, 2-1) Publik: 7063 Malmö Arena - 24 februari 2016 Växjö Lakers - Brynäs IF 4 - 2 (1-0, 3-0, 0-2) Publik: 5474 Vida Arena - 24 februari 2016 Linköping HC - Rögle BK 6 - 7 (3-1, 0-5, 3-0, 0-1) Publik: 5072 Saab Arena Omgång 47 - 25 februari 2016 Modo Hockey - Skellefteå AIK 2 - 5 (2-1, 0-2, 0-2) Publik: 4317 Fjällräven Center - 25 februari 2016 Örebro HK - Djurgårdens IF 2 - 1 (0-1, 1-0, 0-0, 1-0) Publik: 5500 Behrn Arena - 25 februari 2016 HV71 - Färjestad BK 3 - 2 (2-0, 1-0, 0-2) Publik: 7000 Kinnarps Arena - 25 februari 2016 Frölunda HC - Malmö Redhawks 4 - 1 (1-0, 1-1, 2-0) Publik: 8408 Scandinavium - 25 februari 2016 Karlskrona HK - Luleå HF 1 - 2 (1-1, 0-1, 0-0) Publik: 3144 ABB Arena Karlskrona - 26 februari 2016 Rögle BK - Växjö Lakers 1 - 2 (0-1, 1-0, 0-1) Publik: 4615 Lindab Arena - 28 februari 2016 Brynäs IF - Linköping HC 4 - 2 (0-0, 1-1, 3-1) Publik: 3512 Gavlerinken Arena Omgång 48 - 27 februari 2016 Skellefteå AIK - Färjestad BK 2 - 3 (1-1, 0-0, 1-1, 0-0, 0-1) Publik: 5524 Skellefteå Kraft Arena - 27 februari 2016 Malmö Redhawks - Karlskrona HK 3 - 1 (2-0, 1-1, 0-0) Publik: 9369 Malmö Arena - 27 februari 2016 Modo Hockey - Frölunda HC 4 - 2 (1-0, 3-2, 0-0) Publik: 5253 Fjällräven Center - 27 februari 2016 Örebro HK - HV71 5 - 2 (2-1, 0-1, 3-0) Publik: 5500 Behrn Arena - 27 februari 2016 Växjö Lakers - Rögle BK 4 - 3 (3-0, 0-2, 0-1, 0-0, 1-0) Publik: 5280 Vida Arena - 27 februari 2016 Linköping HC - Brynäs IF 6 - 3 (1-1, 3-0, 2-2) Publik: 7334 Saab Arena - 27 februari 2016 Djurgårdens IF - Luleå HF 1 - 2 (1-0, 0-0, 0-1, 0-0, 0-1) Publik: 8094 Johanneshovs Isstadion Omgång 49 - 1 mars 2016 Luleå HF - Frölunda HC 0 - 1 (0-0, 0-0, 0-0, 0-1) Publik: 5560 Coop Norrbotten Arena - 1 mars 2016 Djurgårdens IF - Modo Hockey 5 - 4 (3-0, 1-2, 1-2) Publik: 7111 Johanneshovs Isstadion - 1 mars 2016 Växjö Lakers - HV71 3 - 2 (0-0, 3-0, 0-2) Publik: 5423 Vida Arena - 1 mars 2016 Linköping HC - Örebro HK 4 - 3 (0-0, 2-1, 1-2, 1-0) Publik: 4699 Saab Arena - 1 mars 2016 Karlskrona HK - Skellefteå AIK 2 - 3 (0-0, 1-1, 1-1, 0-1) Publik: 2701 ABB Arena Karlskrona - 2 mars 2016 Färjestad BK - Rögle BK 4 - 3 (1-1, 1-1, 1-1, 1-0) Publik: 5608 Löfbergs Arena - 2 mars 2016 Malmö Redhawks - Brynäs IF 5 - 3 (3-0, 1-3, 1-0) Publik: 7446 Malmö Arena Omgång 50 - 3 mars 2016 Skellefteå AIK - Djurgårdens IF 3 - 0 (1-0, 0-0, 2-0) Publik: 4545 Skellefteå Kraft Arena - 3 mars 2016 Modo Hockey - Växjö Lakers 0 - 2 (0-0, 0-0, 0-2) Publik: 3878 Fjällräven Center - 3 mars 2016 Örebro HK - Karlskrona HK 3 - 2 (1-0, 1-0, 0-2, 0-0, 1-0) Publik: 5307 Behrn Arena - 3 mars 2016 HV71 - Luleå HF 3 - 4 (1-0, 1-1, 1-2, 0-1) Publik: 6758 Kinnarps Arena - 3 mars 2016 Frölunda HC - Linköping HC 0 - 2 (0-0, 0-1, 0-1) Publik: 8469 Scandinavium - 4 mars 2016 Brynäs IF - Färjestad BK 0 - 2 (0-1, 0-0, 0-1) Publik: 7103 Gavlerinken Arena - 4 mars 2016 Rögle BK - Malmö Redhawks 5 - 1 (1-0, 2-0, 2-1) Publik: 5051 Lindab Arena Omgång 51 - 5 mars 2016 Luleå HF - Djurgårdens IF 4 - 1 (0-0, 3-1, 1-0) Publik: 6300 Coop Norrbotten Arena - 5 mars 2016 Örebro HK - Skellefteå AIK 2 - 1 (1-0, 0-1, 1-0) Publik: 5500 Behrn Arena - 5 mars 2016 Färjestad BK - Brynäs IF 2 - 1 (0-1, 1-0, 1-0) Publik: 8500 Löfbergs Arena - 5 mars 2016 Linköping HC - HV71 5 - 1 (2-0, 1-0, 2-1) Publik: 8133 Saab Arena - 5 mars 2016 Frölunda HC - Växjö Lakers 3 - 1 (1-0, 2-0, 0-1) Publik: 10398 Scandinavium - 5 mars 2016 Malmö Redhawks - Rögle BK 2 - 3 (0-1, 2-1, 0-0, 0-0, 0-1) Publik: 12600 Malmö Arena - 5 mars 2016 Karlskrona HK - Modo Hockey 1 - 2 (0-1, 1-1, 0-0) Publik: 2929 ABB Arena Karlskrona Omgång 52 - 8 mars 2016 Skellefteå AIK - HV71 1 - 2 (0-1, 0-1, 1-0) Publik: 4833 Skellefteå Kraft Arena - 8 mars 2016 Modo Hockey - Örebro HK 1 - 3 (0-0, 1-0, 0-3) Publik: 4029 Fjällräven Center - 8 mars 2016 Brynäs IF - Frölunda HC 2 - 3 (1-0, 0-1, 1-2) Publik: 4773 Gavlerinken Arena - 8 mars 2016 Djurgårdens IF - Färjestad BK 4 - 2 (1-0, 1-1, 2-1) Publik: 8094 Johanneshovs Isstadion - 8 mars 2016 Rögle BK - Karlskrona HK 4 - 2 (1-0, 2-1, 1-1) Publik: 5051 Lindab Arena - 8 mars 2016 Växjö Lakers- Luleå HF 4 - 3 (2-0, 1-1, 1-2) Publik: 5258 Vida Arena - 8 mars 2016 Linköping HC - Malmö Redhawks 5 - 0 (0-0, 3-0, 2-0) Publik: 5292 Saab Arena |